# Sgt. Rock
Il sergente Franklin John Rock, noto semplicemente come Sgt. Rock, è un personaggio immaginario che appare nei fumetti americani pubblicati dalla DC Comics. Sgt. Rock comparve per la prima volta in Our Army at War #83 (giugno 1959), e fu creato da Robert Kanigher e Joe Kubert. Il personaggio è un soldato della seconda guerra mondiale che ha prestato servizio come sottufficiale di fanteria.

## Altri media
Sgt. Rock compare nel DC Universe (DCU).
- Fa la sua prima apparizione nella serie televisiva Creature Commandos nell'episodio "Cheers to the Tin Man" doppiato da Maury Sterling.[2][3]
- Un omonimo film è al momento in fase di sviluppo, il progetto vedeva inizialmente coinvolto Luca Guadagnino come regista,[4] ma il 18 luglio 2025 abbandonò il progetto.[5]